# Asobara rubra
Asobara rubra är en stekelart som först beskrevs av Papp 1969.  Asobara rubra ingår i släktet Asobara och familjen bracksteklar. Inga underarter finns listade.